# Minebea M-9
Minebea M-9 — японський пістолет — кулемет.
Пістолет-кулемет Minebea M-9 розроблений японською машинобудівною компанією Minebeaв початку 1990х років, і тоді ж прийнятий на озброєння сил самооборони Японії для заміни застарілих американських пістолетів-кулеметів М3А1. 
Основними користувачами нової зброї стали розрахунки бойових машин і артилерії, тобто пістолет-кулемет Minebea M-9 виконує роль зброї самооборони для військовослужбовців. При цьому конструктори і замовники чомусь відмовилися від використання приклада, що значно ускладнило ведення прицільної стрільби, особливо в автоматичному режимі, навіть незважаючи на введення додаткової передньої рукоятки під стволом. Таке рішення особливо дивно, якщо врахувати що цей пістолет-кулемет є ліцензійним клоном ізраїльського пістолета-кулемета Mini-UZI, який як правило оснащується складним убік металевим прикладом. 
Як би там не було, сили самооборони Японії планують в найближчому майбутньому замінити цей зразок на більш зручний і ефективний (можливо, це буде німецький HK MP5).

## Конструкція
Пістолет-кулемет Minebea M-9 використовує автоматику з вільним затвором, в передньому положенні набігає на казенну частину ствола. Стрілянина ведеться з відкритого затвора, одиночними пострілами і чергами. Ствольна коробка - штампована зі сталі. Пістолет-кулемет комплектується подовженим пламягасником на стволі і передньої додатковою рукояткою під стволом. 